# Sydney J. Van Scyoc
Sydney J. Van Scyoc (eredeti neve: Sydney Joyce Brown (Mount Vernon, Indiana, 1939. július 27. – 2023. június 17.) amerikai tudományos-fantasztikus író.

## Élete
Első publikált novellája a Shatter the Wall volt a Galaxy magazinban 1962-ben. Az 1960-as években elbeszéléseket írt, első regénye, a Saltflower 1971-ben jelent meg. Egészen 1992-ig folyamatosan alkotott a sci-fi műfajában, ezután egy ideig felhagyott az irodalommal, s ékszerek készítésével és eladásával kezdett foglalkozni, de később visszatért az alkotáshoz.
Dani Zweig kritikus szerint Scyoc munkáinak többsége a felnőtté válással, illetve az emberi evolúcióval foglalkozik. Assignment Nor'Dyren című regénye főszereplője két fiatalember, akik egy idegen világot látogatnak meg. Az egyik szereplő, Tollan Bailey képtelen volt beilleszkedni a Föld posztindusztriális civilizációjába, ám Nor'Dyren világa megfelelő számára. A másik szereplő, Laarica Johns saját karrierjét fejleszti, s túlvédő szüleitől próbál elszakadni. Az evolúció témája e regényében is felmerül.
Magyarul egyetlen novellája jelent meg a Galaktika 14. számában 1975-ben, Mnarra Mobilis címmel.

## Válogatott munkái
- Saltflower (1971) Avon Books
- Assignment Nor'Dyren (1973) Avon Books; ISBN 0-380-17160-0
- Starmother (1976) Berkley; ISBN 0-399-11674-5
- Cloudcry (1977) Berkley; ISBN 0-425-03651-0
- Sunwaifs (1981) Berkley; ISBN 0-425-04645-1
- Darkchild (1982) Berkley; ISBN 0-425-05644-9
- Bluesong (1983) Berkley; ISBN 0-425-07130-8
- Starsilk (1984) Berkley; ISBN 0-425-07207-X
- Daughters of the Sunstone (Darkchild, Bluesong and Starsilk) (1984) Nelson Doubleday, Inc.; ISBN 0-425-06157-4
- Drowntide (1987) Berkley; ISBN 0-425-09775-7
- Feather Stroke (1989) Avon Books; ISBN 0-380-75438-X
- Deepwater Dreams (1991) Avon Books; ISBN 0-380-76003-7

## Fordítás
- Ez a szócikk részben vagy egészben  a   Sydney J. Van Scyoc című angol Wikipédia-szócikk ezen változatának fordításán alapul.  Az eredeti cikk szerkesztőit annak laptörténete sorolja fel. Ez a jelzés csupán a megfogalmazás eredetét és a szerzői jogokat jelzi, nem szolgál a cikkben szereplő információk forrásmegjelöléseként.